# جنگ انگلستان و روسیه (۱۸۱۲-۱۸۰۷)
در طول جنگ‌های ناپلئونی، جنگ انگلستان و روسیه (۲ سپتامبر ۱۸۰۷–۱۸ ژوئیه ۱۸۱۲) مرحلهٔ خصومت بین بریتانیای کبیر و روسیه پس از امضای پیمان تیلسیت بود که به جنگ خود با فرانسه پایان داد. خصومت‌های انگلستان و روسیه عمدتاً به اقدامات دریایی جزئی در دریای بالتیک و دریای بارنتز محدود می‌شد.

## پیمان تیلسیت
پس از این‌که ناپلئون بناپارت در نبرد فریدلند (۱۴ ژوئن ۱۸۰۷) روس‌ها را شکست داد، تزار الکساندر یکم، امپراتور روسیه پیمان صلحی را امضا کرد که با عنوان پیمان تیلسیت شناخته می‌شود. اگرچه این پیمان در دربار روسیه کاملاً منفور بود، روسیه هیچ جایگزینی برای آن نداشت زیرا ناپلئون می‌توانست به‌راحتی از رودخانه نمان (در آن زمان مرز روسیه) عبور کند و به روسیه حمله کند.
مفاد این پیمان، روسیه را موظف می‌کرد که تجارت دریایی خود را با بریتانیای کبیر متوقف کند. این توقف تجاری، بخشی از تلاش‌های مستمر ناپلئون برای ایجاد سیستم قاره‌ای، تقویت روابط اقتصادی بین کشورهای مختلف اروپا تحت سلطهٔ فرانسه بود. هدف ناپلئون، بستن یکی از مهم‌ترین بازارهای بریتانیا و در نتیجه وادار ساختن آن از نظر اقتصادی به تسلیم بود.

### در ایران
در طول جنگ ایران و روسیه (۱۸۱۳–۱۸۰۴)، چندین افسر بریتانیایی، در ایران ماندند و به ارتش ایران آموزش دادند. یکی از افسران انگلیسی به نام ویلیام مونتیث در لشکرکشی ناموفق عباس میرزا به گرجستان همراه شد و سپس فرماندهی نیروی مرزی و پادگان ایروان را برعهده داشت.

## نتیجه
الکساندر یکم، روسیه را تا حد امکان در جنگ ادامه‌دار فرانسه با بریتانیا بی‌طرف نگه داشت. او به روس‌ها اجازه داد مخفیانه به تجارت با بریتانیا ادامه دهند و محاصرهٔ مورد نیاز سیستم قاره‌ای را اجرا نکرد. در سال ۱۸۱۰ او روسیه را از سیستم قاره‌ای خارج کرد و تجارت بین بریتانیا و روسیه رشد کرد.
روابط فرانسه و روسیه پس از سال ۱۸۱۰ به تدریج بدتر شد. در سال ۱۸۱۱، مشخص شد که ناپلئون از مفاد پیمان تیلسیت پیروی نمی‌کند. او قول کمک به روسیه در جنگ علیه امپراتوری عثمانی را داده بود، اما با ادامهٔ کارزار، فرانسه اصلاً حمایتی از آن‌ها نکرد.
با نزدیک شدن جنگ بین فرانسه و روسیه، اسکندر شروع به زمینه‌سازی از طریق دیپلماتیک کرد. در آوریل ۱۸۱۲ روسیه و سوئد قراردادی را برای دفاع متقابل امضا کردند. یک ماه بعد، الکساندر، جناح جنوبی خود را با پیمان بخارست (۱۸۱۲) تضمین کرد که به‌طور رسمی به جنگ علیه ترکیه پایان داد.
پس از حمله ناپلئون به روسیه در ژوئن، بریتانیا و روس‌ها یک پیمان اوربرو را در ۱۸ ژوئیه ۱۸۱۲ امضا کردند. در همان روز و در همان مکان، بریتانیا و سوئد پیمان دیگری از اوربرو را امضا کردند که به جنگ انگلستان و سوئد (۱۸۱۲–۱۸۱۰) پایان داد، جنگی که هیچ درگیری و تلفاتی نداشت.